# Leif Kayser
Leif Kayser (13. juni 1919 i København – 15. juni 2001) var en dansk komponist og organist.
Søn af geograf Olaf Ivar Monrad Kayser (1893-1928) og Hedwig Martha Nick (1877-1972).
Han begyndte studier på Det Kgl. Danske Musikkonservatorium i 1936 og her fik han bl.a. undervisning af P. S. Rung-Keller og Poul Schierbeck. I Stockholm studerede han komposition hos Hilding Rosenberg og orkesterdirektion hos Tor Mann. Han debuterede 1941 som pianist i København og som dirigent i Göteborg.
Efter teologiske studier i Rom blev han præsteviet i 1949 og fungerede som præst ved den katolske kirke i København indtil 1964. Derefter var han ansat som lærer ved Det Kgl. Danske Musikkonservatorium i fagene instrumentation og partituranalyse.
I 1964 blev han docent på Det Kongelige Danske Musikkonservatorium, hvor han underviste i instrumentation og direktion.
Leif Kayser var en af de fremmeste danske orgelkomponister i det 20. århundrede. Blandt hans hovedværker for instrumentet findes fire suiter samt den store Concerto per Organo fra 1965. Han komponerede også 4 symfonier for orkester, der er blevet indspillet på CD af plademærket Dacapo.
Leif Kayser var også én af pionérerne som bidrager til accordeonets repertoire - begyndende med hans 10 "Arabesqes" (1975) har han produceret en række soloværker for instrumentet - dels med pædagogisk, dels med koncertant sigte.

## Værker

### Orgelmusik
- 3 Improvisazioni
- Parafrase over gregorianske motiver
- Variationer over "In dulci jubilo"
- Fantasia – Arabesco – Corale (1953-55)
- Sonatina
- Suite caratteristica (1956)
- Suite nr. 2
- Suite nr. 3
- Suite nr. 4 (1973)
- Requiem, 11 meditazioni per organo
- Variazioni pasquali (1957-60)
- Concerto (1965)
- Julesalmelege
- Sonata
- Fantasia e Inno (1969)
- Entrata reale
- Kirkeruder
- Pezzi sacri I/II
- Toccata sopra "Ave Maria"
- 3 Maria-fresker (1979-82)
- 2 pezzi sinfonici
- Hymne til Hertug Knud (1986)
- Lauda Sion salvatorem (1992)

- Sange i Wikisource

### Accordeonværker
- Arabesqes (1974-75)
- Suite Sacra (1970-84)
- Sonata (1990)
- Impromptu (1991)
- Confetti (1974-92)